# 中国人民解放军第七步兵预备学校
中国人民解放军第七步兵预备学校，是曾经存在的一所中国人民解放军院校。

## 沿革
- 1954年，中国人民解放军东北军区速成中学改编建成中国人民解放军第七步兵预备学校。校址设在吉林省长春市[1]。
- 1958年，该校撤销[1]。

## 历任领导
| 校长 | 政治委员 - 杨国喜（1956年8月至1958年8月） |